# Wapen van Spanbroek

Het wapen van Spanbroek

Het wapen van Spanbroek is op 26 juni 1816 bij besluit van de Hoge Raad van Adel aan de voormalige gemeente bevestigd. Op 1 juli 1959 is Spanbroek opgegaan in de gemeente Opmeer. Het wapen van Spanbroek werd in 1961 opgenomen in het eerste en vierde kwartier van het nieuwe wapen van Opmeer. Sinds 1980 staat het uitsluitend in het eerste kwartier.

## Geschiedenis
Het wapen was reeds in de achttiende eeuw als zodanig bekend, mogelijk met een leeuw op een gouden veld. Het wapen bevindt zich eveneens op de gevel van het raadhuis. De herkomst is verder onbekend. Veel dorpen in de streek voerden een boom achter of op het wapen. In het artikel Westfriese boomwapens is hierover meer informatie te vinden.

## Blazoenering
De beschrijving van 26 juni 1816 luidt als volgt: 
Van zilver met een klimmende leeuw van keel.
De heraldische kleuren in het wapen zijn zilver (wit) en keel (rood). De beschrijving vermeldt niet de eikenboom achter het schild.

## Vergelijkbare wapens
De volgende wapens zijn direct verwant aan dat van Spanbroek of hebben net als Spanbroek een boom als element:

Wapen van Opmeer (sinds 1980)
Wapen van Opmeer (1961-1980)
Wapen van Opmeer (1817-1961)
Wapen van Blokker
Wapen van Bovenkarspel
Wapen van Grootebroek
Het wapen van Hauwert, een dorpswapen
Wapen van Hoogwoud
Wapen van Midwoud
Wapen van Noorder-Koggenland
Wapen van Scharwoude
Wapen van Schellinkhout
Wapen van Sijbekarspel
Wapen van Stede Broec
Het oude wapen van Venhuizen
Wapen van Venhuizen
Wapen van Westwoud
Wapen van Wognum

Abbekerk
· Akersloot
· Andijk
· Ankeveen
· Anna Paulowna
· Assendelft
· Avenhorn
· Barsingerhorn
· Beemster
· Beets
· Bennebroek
· Berkenrode
· Berkhout
· Bijlmermeer
· Blokker
· Bovenkarspel
· Broek in Waterland
· Broek op Langedijk
· Buiksloot
· Bussum
· Callantsoog
· De Rijp
· Egmond
· Egmond aan Zee
· Egmond-Binnen
· Graft
·  Graft-De Rijp
· 's-Graveland
· Groet
· Grootebroek
· Grosthuizen
· Haarlemmerliede
· Haarlemmerliede en Spaarnwoude
· Harenkarspel
· Heerhugowaard
· Hensbroek
· Hoogkarspel
· Hoogwoud
· Ilpendam
· Jisp
· Kalslagen
· Katwoude
· Koedijk
· Koog aan de Zaan
· Kortenhoef
· Krommenie
· Kwadijk
· Langedijk
· Leimuiden
· Limmen
· Marken
· Middelie
· Midwoud
· Monnickendam
· Muiden
· Naarden
· Nederhorst den Berg
· Nibbixwoud
· Niedorp
· Nieuwe Niedorp
· Nieuwendam
· Nieuwer-Amstel
· Noord-Scharwoude
· Noorder-Koggenland
· Obdam
· Oosthuizen
· Opperdoes
· Oterleek
· Oude Niedorp
· Oudendijk
· Oudkarspel
· Oudorp
· Petten
· Ransdorp
· Schardam
· Scharwoude
· Schellingwoude
· Schellinkhout
· Schermer
· Schermerhorn
· Schoorl
· Schoten
· Sijbekarspel
· Sint Maarten
· Sint Pancras
· Sloten
· Spaarndam
· Spaarnwoude
· Spanbroek
· Twisk
· Urk
· Ursem
· Veenhuizen
· Venhuizen
· Warder
· Warmenhuizen
· Waverveen
· Weesp
· Weesperkarspel
· Wervershoof
· Wester-Koggenland
· Westwoud
· Westzaan
· Wieringen
· Wieringermeer
· Wieringerwaard
· Wijdenes
. Wijdewormer
. Wijk aan Zee en Duin
· Wimmenum
· Winkel
· Wognum
· Wormer
· Wormerveer
· Zaandam
· Zaandijk
· Zeevang
· Zijpe
· Zuid-Scharwoude
· Zuid- en Noord-Schermer
· Zwaag

Dorpswapens:
Hauwert
· Volendam
· Zwaagdijk-West